# Stethaspis longicornis
Stethaspis longicornis är en skalbaggsart som beskrevs av Gilbert John Arrow 1924. Stethaspis longicornis ingår i släktet Stethaspis och familjen Melolonthidae. Inga underarter finns listade i Catalogue of Life.